# Eldorado Business Tower
La Eldorado Business Tower è un grattacielo alto 141 m di 36 piani, situato nel ovest cittadino di San Paolo del Brasile, fu costruito tra il 2005 e il 2007.